# Fiat G.55 Centauro
Fiat G.55 Centauro (tiếng Ý: "Nhân mã") là một loại máy bay tiêm kích một động cơ, một chỗ trang bị cho Regia Aeronautica trong giai đoạn 1943-1945. Nó được thiết kế và chế tạo tại hãng Fiat ở Turin. Fiat G.55 có thể là loại tốt nhất được chế tạo ở Ý trong Chiến tranh thế giới II, nhưng nó không được đưa vào sản xuất cho đến năm 1943.

## Biến thể
- G.55: 3 mẫu thử.
- G.55/0: 16 chiếc thuộc lô sản xuất thử.
- G.55/1: 15 chiếc thuộc lô sản xuất chính thức.
- G.55/2: phiên bản tiêm kích đánh chặn ném bom.
- G.55/S: phiên bản cường kích phóng ngư lôi.
- G.55/A,B: phiên bản huấn luyện.
- G.56: phiên bản với động cơ Daimler-Benz DB 603A 1.750 hp.
- G.57: phiên bản với động cơ Fiat A.83RC 24-52 1.250 hp

## Quốc gia sử dụng
Argentina
- Không quân Argentina

 Egypt
- Không quân Hoàng gia Ai Cập

 Ý
- Regia Aeronautica

 Italian Social Republic
- Aeronautica Nazionale Repubblicana

 Ý
- Aeronautica Militare

 Syria
- Không quân Syria

## Tính năng kỹ chiến thuật (G.55/I)
"Centauro - The Final Fling"

### Đặc điểm riêng
- Tổ lái: 1
- Chiều dài: 9,37 m (30 ft 9 in)
- Sải cánh: 11,85 m (38 ft 10 in)
- Chiều cao:: 3,13 m (10 ft 3¼ in)
- Diện tích cánh: 21,11 m² (227,23 ft²)
- Trọng lượng rỗng: 2.630 kg (5.798 lb)
- Trọng lượng có tải: 3.520 kg (7.760 lb)
- Trọng lượng cất cánh tối đa: 3.718 kg (8.197 lb)
- Động cơ: 1 × Fiat R.A 1050 Tifone, 1.085 kW (1.475 hp)

### Hiệu suất bay
- Vận tốc cực đại: 623 km/h (337 kn, 387 mph (417 mph với WEP)) trên độ cao 7.000 m (22.970 ft)
- Tầm bay: 1.200 km
- Trần bay: 12.750 m (41.830 ft)
- Lực nâng của cánh: 154,0 kg/m² (34,15 lb/ft²)
- Lực đẩy/trọng lượng: 0,308 kW/kg (0,190 hp/lb)

### Vũ khí
- 3 khẩu pháo 20 mm MG 151/20
- 2 khẩu súng máy 12,7 mm Breda-SAFAT